# معماری شهر آتن
دولت شهر آتن در سال۱۵۸۰ق. م پایه‌گذاری شد و در همین زمان معبد آتنا در محوطه آکروپلیس ساخته شد. بعد از اتحاد آتیکا تحت رهبری آتن در قرن هشتم ق. م به اقتدار و وسعت شهر پیوسته افزوده شد. آکروپلیس که در این زمان تمام شهرهای یونانی را در خود جای می‌داد، یا همچون آتن به تدریج به بخش مقدس و مقدس شهر بدل شد، و یا همچون میلتوس تخلیه شد و به خارج از محدوده شهر قرار گرفت. آگورا نیز در مکانی که قبلاً بازار و محل گردهمایی بوده، بر سر جاده پاناتنائیک، قبل از شروع سربالایی جاده به طرف آکروپلیس شکل گرفت (موریس،1373: 48-41).
در طی باز سازی شهر آتن بعد از حمله ایرانیان، به رهبری پریکلس در در اواخر قرن ۵ق. م (حیدرپور، 1382: 26)، دو مجتمع اصلی شهر، آگورا و آکروپولیس با دقت و توجه بسیار به روابط فضایی آن‌ها بازسازی شدند، اما در هر دو مورد، طرز قرار گرفتن ساختمان‌ها طبق محدودیت‌های موروثی تعیین شد (موریس، 1373: 48). این باز سازی‌ها که با پشتیبانی مالی اتحادیه دلیان انجام می‌گرفت، به تکامل معماری آتن کمک فراوانی کرد.
در مجموع معماری دوره کلاسیک آتن را می‌توان چکیده تأثیرات اجتماعی، سیاسی و مذهبی آن ملت دانست که به رهبری و پشتیبانی «فیدیاس»، معمار، پیکر تراش، و وزیر هنر وقت، به اوج رونق خود رسید. معماری این دوره بیشتر حجم و وضوح هندسی است تا معماری فضاهای داخلی. چنان‌که درون خانه یا حرم معبد به دلیل اینکه برای اجتماع شهروندان طراحی نشده، بدون استثنا بسیار کوچک بوده و فقط مجسمه یک خدا را درون خود جای می‌داده است (هانری، 1381: 40).
شهرسازی نیز در این دوره پیشرفت کرد که می‌توان انواع بناهای عمومی و خصوصی را در فضاهای شهری آتن مشاهده کرد. ازجمله فضاهای عمومی شهر آتن، می‌توان به معابد، آگورا، استوا یا رواق ستون‌دار، ساختمان‌های اداری، بازارها، اماکن تفریحی، بناهای یادبود و بولوتریون (ساختمان شورا)، ورزشگاه‌ها، گذر گاه‌های سرپوشیده و ستون‌های یادبود در خیابان‌ها، میدان‌های دو و اسب سواری با ردیف پلکانی برای تماشاگران اشاره کرد (خوشنویس، 1385: 105؛ زارعی، 1379: 214-211).
در طراحی فضاهای شهری آتن ارجحیت بر جامعه به جای تک تک اشخاص بوده و این فضاها طوری ساخته شده‌اند که بیشترین تعاملات ممکن در آن انجام می‌پذیرد. به عبارت دیگر تأکید برجامعه به جای فرد در فضاسازی شهر آتن محسوس و قابل مشاهده است (موریس، 1373: 36).